# Castro de la Peña de Sámano
El castro de la Peña de Sámano se localiza en la junta vecinal de Sámano en el término municipal de Castro Urdiales (Cantabria, España), en un macizo calizo denominado Peña de Santullán, y se cree que fue poblado por los autrigones desde la Edad del  Bronce hasta la época romana.[cita requerida] Su altitud oscila entre los 336 metros de la Peña de Sámano, en la zona este del recinto, y los 200 metros del Portillo Bajo de Vallegón, en el extremo sur del recinto. Constituye un punto estratégico del valle desde el que se domina todo el entorno, incluido el ámbito costero. Presenta una extensión aproximada de 10 hectáreas y está rodeado de fuertes pendientes. Los puntos más elevados del yacimiento se localizan en la zona oriental (cotas de 336 y 305 metros). 
La fortificación del castro se ha llevado a cabo aprovechando las excelentes condiciones defensivas del emplazamiento, de tal modo que se ha combinado hábilmente las estructuras defensivas naturales con las artificiales. El resultado es un emplazamiento fuertemente fortificado, en el que se condiciona el paso por puntos determinados (puertas y caminos), y se dificulta o impide cualquier otro acceso mediante sólidas estructuras defensivas. 
La gruesa muralla que rodea el castro tiene más de 2 metros de espesor y constituye una obra contra talud que permite situar al defensor en una posición elevada sobre el atacante. Asimismo, dada su considerable anchura, constituye un buen medio de comunicación al poder ser utilizada como camino. La muralla alcanza un mayor desarrollo en la zona norte (casi medio kilómetro de longitud), en donde se localiza un gran acceso de 30 metros de largo por casi 3 metros de ancho, denominado "Puerta de la Sangaza". La muralla ha sido reforzada en el extremo este, a la altura de la cota de 336 metros, debido a su vulnerabilidad desde un posible ataque desde la eminencia de la Peña de Santullán. Continúa su trazado hacia el sureste adquiriendo una mayor potencia, debido a la más fácil accesibilidad de esta zona. En la zona sur el relieve su acentúa y en el suroeste se refuerzan de nuevo las defensas al construirse el elemento estratégico denominado "La Puerta del Vallegón". Esta puerta, a la que se accede tras salvar los portillos Alto y Bajo, tiene unas dimensiones reducidas y permite el acceso a la parte oeste del castro. 
El castro "intramuros", constituye un único recinto con dos sectores diferenciados. El sector occidental presenta unas mejores condiciones de habilitabilidad y protección. Se han excavado en esta zona posibles estructuras de habilitación asociadas a abundante material arqueológico. El sector oriental es mayor y su acceso se practica únicamente desde el sector anterior. No se han documentado en este sector estructuras de habitación ni se han hallado materiales arqueológicos. 
En la parte oeste del recinto del castro existe una pequeña cavidad conocida como "La Cueva del Ziguste", en cuyo entorno se han hallado materiales metálicos atribuidos a la Segunda Edad del Hierro (puntas y regatones de lanzas, fíbula, etc.).
El castro ha sido muy maltratado por las excavaciones furtivas antes de su descubrimiento oficial.